# 缘梭螺
缘梭螺（学名：Margovula pyriformis），是中腹足目海兔螺科Margovula的一种。主要分布于台湾、中国大陆，常栖息在潮下带。